# Народні промисли та ремесла України (серія монет)
Народні промисли та ремесла України — серія ювілейних та пам'ятних монет, започаткована Національним банком України в 2009 році.
|                         |  |  |
| Срібна монета - Бокораш |  |  |

## Монети в серії
У серію включені такі монети:
- Пам'ятні монети «Бокораш»
- Пам'ятні монети «Стельмах»
- Пам'ятні монети «Ткаля»
- Пам'ятні монети «Гончар»
- Пам'ятні монети «Коваль»
- Пам'ятні монети «Гутник»
- Пам'ятні монети «Кушнір»